# Prepona panamensis
Prepona panamensis är en fjärilsart som beskrevs av Le Moult 1932. Prepona panamensis ingår i släktet Prepona och familjen praktfjärilar. Inga underarter finns listade i Catalogue of Life.